# Господин Прохарчин
«Господи́н Проха́рчин» — рассказ Фёдора Михайловича Достоевского, написанный в 1846 году и опубликованный в том же году в десятом номере журнала Андрея Краевского «Отечественные записки». Отдельное прижизненное издание рассказа выпущено Ф. Стелловским в 1865 году.

## История создания
Изначально в первой половине 1846 года Достоевский задумывал написать повести «Сбритые бакенбарды» и «Повесть об уничтоженных канцеляриях». Из его письма к брату Михаилу от 1 апреля 1846 года следует, что данные повести предназначались для задуманного литературным критиком Виссарионом Белинским альманаха «Левиафан». По мнению исследователей творчества Достоевского, именно замысел «Повести об уничтоженных канцеляриях» позже видоизменился, либо был усечён до рассказа «Господин Прохарчин». Данное предположение основывается на том, что беспокойство бедного чиновника по поводу закрытия его канцелярии стало одним из центральных мотивов рассказа.
Основной мотив рассказа — откладывание полунищим чиновником денег в «старый истертый тюфяк» — мог возникнуть под влиянием заметки «Необыкновенная скупость», напечатанной в «Северной пчеле» от 9 июня 1844 года. В заметке сообщалось о коллежском секретаре Н. Бровкине, снимавшем, как и Прохарчин, за пять рублей ассигнациями «весьма тесный уголок у солдатки», кормившемся «куском хлеба, с редькой или луком, и стаканом воды» и умершем от недоедания, оставил после себя в тюфяке 1035 рублей серебром.
Из письма к брату от 26 апреля 1846 года следует, что в это время Достоевский уже активно работал над будущим рассказом, изначально планируя завершить его до начала лета. Но уже в письме от 16 мая писатель пересмотрел эту оценку: «Я пишу и не вижу конца работе». Лето 1846 года Достоевский проводит в семье брата в Ревеле, где продолжает работу над начатым произведением. Позже в одном из писем он отметил, что «страдал всё лето», так как написание «Господина Прохарчина» происходило трудно, без «родника вдохновения, выбивающегося прямо из души».
В августе 1846 года работа над рассказом была завершена. Первым читателем нового произведения стал брат писателя, в доме которого Достоевский всё ещё продолжал гостить. По мнению исследователей, рассказ мог быть выслан Андрею Краевскому для публикации в журнале «Отечественные записки» ещё до возвращения автора в Петербург. 5 сентября 1846 года Достоевский писал: «Был я и у Краевского. Он начал набирать „Прохарчина“; появится он в октябре».

## Цензура и публикация
В первой половине сентября рассказ вместе с другими произведениями для октябрьского номера «Отечественных записок» попал в Петербургский цензурный комитет, где «жестоко пострадал» от цензурного вмешательства. Так, 17 сентября 1846 года Достоевский писал брату: «„Прохарчин“ страшно обезображен в известном месте. Эти господа известного места запретили даже слово чиновник, и бог знает из-за чего — уж и так всё было слишком невинное — и вычеркнули его во всех местах. Всё живое исчезло. Остался только скелет того, что я читал тебе. Отступаюсь от своей повести».
Из-за отсутствия черновиков произведения или его корректуры исследователи творчества Достоевского в вопросе об искажениях цензора и отличиях от первоначальной редакции основываются только на письме писателя. Повторная публикация рассказа в 1865 году полностью повторяет изначальную за исключением отдельных стилистических правок. В то же время, в версии рассказа, опубликованной в «Отечественных записках», встречается слово «чиновник», хотя и было изначально запрещено. Исследователи полагают, что Достоевскому всё-таки удалось частично снять ограничения перед первой публикацией.
30 сентября 1846 года рассказ был одобрен цензурой. Впервые опубликован в 1846 году в десятом номере журнала Андрея Краевского «Отечественные записки».

## Сюжет
Мелкий чиновник Семён Иванович Прохарчин снимал угол в квартире хозяйки Устиньи Фёдоровны за пять рублей в месяц, в то время как с других жильцов хозяйка брала вдвое дороже. Молодые жильцы зло шутили над ним и называли Прохарчина фаворитом Устиньи Фёдоровны. Всем не нравились скаредность, несговорчивость и необщительность Семёна Ивановича. Соседи решили пошутить над чиновником: в его присутствии они начали периодически рассказывать невероятные новости о грядущих неприятных изменениях в чиновничьей жизни, включающих в себя экзамены для всех служащих в канцеляриях, повышение для женатых чиновников и обучение неженатых танцам и светским манерам за счёт самих чиновников. Умственно недалёкий Семён Иванович не знал, чему верить, и опасаясь за своё непрочное и необеспеченное существование, совсем потерял рассудок от этих небылиц. Будучи малообщительным, он не стал советоваться с сослуживцами по департаменту, а обратился прямо к столоначальнику Демиду Васильевичу. Странная выходка Прохарчина дошла, наконец, до самого руководителя департамента. Потерявший последний рассудок, Прохарчин перестал появляться на службе, не приходил он и домой.
Его поиски привели к тому, что он был найден в неприличной компании «попрошайки-пьянчужки» Зимовейкина и Ремнёва. Зимовейкин был изгнан в своё время из одной канцелярии, а вслед за этим была упразднена и сама канцелярия. Страх за своё шаткое положение, опасение того, что и его канцелярию могут также «упразднить», довершили своё дело: Прохарчин слёг, никакие резоны соседей больше его не вразумляли, он впал в беспамятство и вскоре умер. Ремнёв и Зимовейкин вытаскивают из-под трупа тюфяк и вскрывают его, но за этим занятием их застигают жильцы Устиньи Фёдоровны, которые заявляют о произошедшем в полицию. В результате из тюфяка полиция извлекла 2497 рублей 50 копеек.

## Главный герой
Главный герой рассказа — Семён Иванович Прохарчин — мелкий чиновник, старый, одинокий и ничтожный персонаж. Он старается экономить на всём: на еде, на развлечениях, на квартире, на одежде, оправдываясь перед окружающими тем, что помогает деньгами родственнице в Твери. При этом Прохарчин только притворяется нищим, обманывая окружающих и сослуживцев, однако, после его смерти в тюфяке, на котором спал чиновник, обнаруживается значительная сумма денег. В зависимости от достоинства «в самом методическом и солидном порядке» все найденные монеты были обёрнуты в разные бумажки.
Всю свою жизнь Достоевский проявлял интерес к странным и больным людям. Писатель всегда стремился показать читателю «секреты» тёмных петербургских дворов, которые невозможно увидеть с улицы. Характеризуя своего персонажа, автор замечает, что тот притворялся нищим исключительно «для удовлетворения своих странных прихотей». Многие годы Прохарчин жил, как нищий, но каждую ночь, пока никто не видит, доставал и пересчитывал своё богатство. Прохарчин копил деньги, не имея потребности тратить их, так как у каждого человека есть потребность в «награде», пусть даже окружающие о ней не знают. По мнению Достоевского, любой человек стремится реализовать свои желания и обрести признание окружающих. В случае отсутствия такого признания и желания быть любимым в поисках смысла жизни человек становится рабом денег. Именно поэтому в накоплении денег Прохарчин обретает радость. Отразились в образе Прохарчина и личные страхи Достоевского. В конце рассказа уже умерший главный герой как бы произносит: «…оно вот умер теперь; а ну, как этак того, то есть оно, пожалуй, и не может так быть, а ну как этак того, и не умер — слышь ты, встану, так что-то будет, а?», что является отсылкой к преследовавшей Достоевского с детства фантазии, что он может впасть в летаргический сон.
Исследователи Достоевского отмечают, что образ «нового Гарпагона» или «нового Плюшкина» был разработан и углублён писателем также в соответствии с другими типажами мировой литературы: Скупой рыцарь Александра Сергеевича Пушкина, Отец Горио и папаша Гранде из романа «Евгения Гранде» Оноре де Бальзака. В образе Прохарчина Достоевский продолжил раскрытие социально-психологических проблем «маленького человека», начатое им ещё в «Бедных людях» и «Двойнике». По мнению Фридлендера, накопление денег производилось Прохарчиным с целью «упрочить свое положение», защитившись от беспокоивших его опасностей в виде рабочей проверки или закрытия канцелярии. Помимо этого, за слухами о близости закрытия «канцелярий» могла быть скрыта мысль о непрочности николаевского режима, что объясняет большой страх главного героя.
В самом тексте произведения автор намекает, что фамилия Прохарчин образована от слова «харчи», что объясняет судьбу героя — «прохарчился». В то же время фамилия содержит в себе скрытую аллюзию, восходящую к гоголевским персонажам, у которых также «ум зашёл за разум», например, как Аксентий Поприщин из «Записок сумасшедшего».
В рассказе рефреном повторяется фраза «Прохарчин мудрец!», которая, как это часто случается в рассказах Достоевского, является ключевой к пониманию образа главного персонажа. В «Двойнике» есть вариант этого глагола: «исхарчиться», по смыслу означающего потратить деньги на еду, на харчи, всё проесть, что в случае героя Достоевского, изнурившего себя недоеданием, было оксюмороном.

## Отзывы и рецензии
17 октября 1846 года после публикации рассказа в десятом номере «Отечественных записок» Достоевский писал брату Михаилу: «„Прохарчина“ очень хвалят. Мне рассказывали много суждений». Отзывы же в печати оказались в большинстве негативными. Виссарион Белинский в статье «Взгляд на русскую литературу 1846 года» отметил, что новое произведение Достоевского привело его читателей в «неприятное изумление», так как «искры большого таланта <…> сверкают в такой густой темноте, что их свет ничего не дает рассмотреть читателю…» По мнению критика, рассказ оказался слишком вычурным, манерным и непонятным; на создание автора подтолкнуло «не то умничанье, не то претензии», а не творчество и вдохновение. В очередной раз Белинский обратил внимание на чрезмерное количество повторов выражений, которые показались автору удачными, отметив, что Достоевскому «весьма полезно пользоваться примером ещё большего» таланта Гоголя.
Критик «Санкт-Петербургских ведомостей» Эдуард Губер повторил упрёки Белинского: «…что было сперва однообразно, потом сделалось скучно до утомления, и только немногие прилежные читатели, да и те по обязанности, прочитали до конца… „Прохарчина“. Это горькая, но чистая правда, которая должна была опечалить человека с таким решительным дарованием, как г. Достоевский». С мнением «Санкт-Петербургских ведомостей» совпало мнение критика журнала «Москвитянин», упрекнувшего Достоевского в излишней утомительности его нового произведения, чрезмерных повторениях одних и тех же выражений, неудачном юморе и подражании Гоголю. Отрицательным был и отзыв Аполлона Григорьева, осудившего Достоевского за чрезмерное углубление «в мелочные проявления рассматриваемого ими нравственного недуга», в результате чего писатель оставил «всякую заботливость о художественности своих описаний», стремясь как можно точнее и подробнее передать быт персонажа.
Только Валериан Майков в своей статье «Нечто о русской литературе в 1846 году» для «Отечественных записок» оказался настроен не столь негативно. Он вступился за социально-психологическую идею рассказа, настаивая на том, что Достоевский «хотел изобразить страшный исход силы господина Прохарчина в скопидомство, образовавшееся в нём вследствие мысли о необеспеченности». Неясность идеи критик объяснял стремлением автора пожертвовать ясностью в пользу «драгоценной краткости», которой от него требовали в отзывах на прошлые произведения. Вместе с тем Майков посетовал, что на «выпуклое изображение» главного героя Достоевским не потрачена «хоть третья часть труда, с которым обработан Голядкин», и выражал пожелание, чтобы писатель «более доверялся силам своего таланта» и не поддавался меняющимся мнениям критиков и «посторонним соображениям».
При жизни писателя наиболее полную оценку рассказа «Господин Прохарчин» сделал Николай Добролюбов. В своей статье 1861 года «Забитые люди» на основе более поздних произведений Достоевского критик выстроил ряд сходных образов и указал на гуманную ценность творчества Достоевского. Было отмечено осознание писателем «аномалий современной ему русской действительности» и идеал «уважения к человеку» в его творчестве. Добролюбов отметил своеобразие характера Прохарчина по сравнению с характерами Макара Девушкина и господина Голядкина. Бедность и забитость Прохарчина привели к тому, что тот «не только в прочность места, но даже в прочность собственного смирения перестал верить», «точно будто вызвать на бой кого-то хочет…».

## Влияние
Отдельные мотивы, намеченные в «Господине Прохарчине», появляются в произведениях Достоевского 1860-х годов в значительно углубленном и видоизмененном виде. Это схожие «наполеоновские» мечты Прохарчина и Раскольникова из романа «Преступление и наказание»; «скопидомство» Прохарчина и идея героя романа «Подросток».
Позднее другие сообщения из газет были переданы Достоевским в фельетоне «Петербургские сновидения в стихах и в прозе» (1861 г.): чиновник Соловьев снимал грязный угол за ширмой и накопил 169 022 рубля кредитными билетами, найденными после его смерти. Два подобных эпизода описаны в позднем романе «Подросток».